# Helius costosetosus
Helius costosetosus är en tvåvingeart som beskrevs av Alexander 1932. Helius costosetosus ingår i släktet Helius och familjen småharkrankar. Inga underarter finns listade i Catalogue of Life.